# Kazimierz Kropidłowski
Kazimierz Kropidłowski (Polonia, 16 de agosto de 1931-20 de diciembre de 1988) fue un atleta polaco especializado en la prueba de salto de longitud, en la que consiguió ser subcampeón europeo en 1958.

## Carrera deportiva
En el Campeonato Europeo de Atletismo de 1958 ganó la medalla de plata en el salto de longitud, con un salto de 7.67 metros, siendo superado por el soviético Igor Ter-Ovanesyan (oro con 7.81 metros que fue récord de los campeonatos) y por delante de su paisano polaco Henryk Grabowski (bronce con 7.51 metros).